# Monastero di Santa Maria de Commendatis
Il monastero di Santa Maria de Commendatis (o dei Raccomandati) è stato un monastero di Maddaloni, sorto nel XVII secolo attorno alla chiesa omonima, che era già sede di una confraternita e di un ospedale. In una parte del complesso religioso ha attualmente sede il museo civico di Maddaloni.

## Storia
Il nucleo originario del complesso ecclesiastico è costituito dalla chiesa dedicata all'Assunta. Viene comunemente accettato che questa sia la chiesa che, nel 1286, veniva identificata come hospitalis Sancti Iohannis, vale a dire annessa a un ospedale retto dai cavalieri giovanniti.
Inoltre, la chiesa era sede della confraternita dei disciplinati di Santa Maria de Commendatis, di cui resta lo statuto in volgare redatto nel XIV secolo o ai primi del XV. I confratelli gestivano l'ospedale annesso.

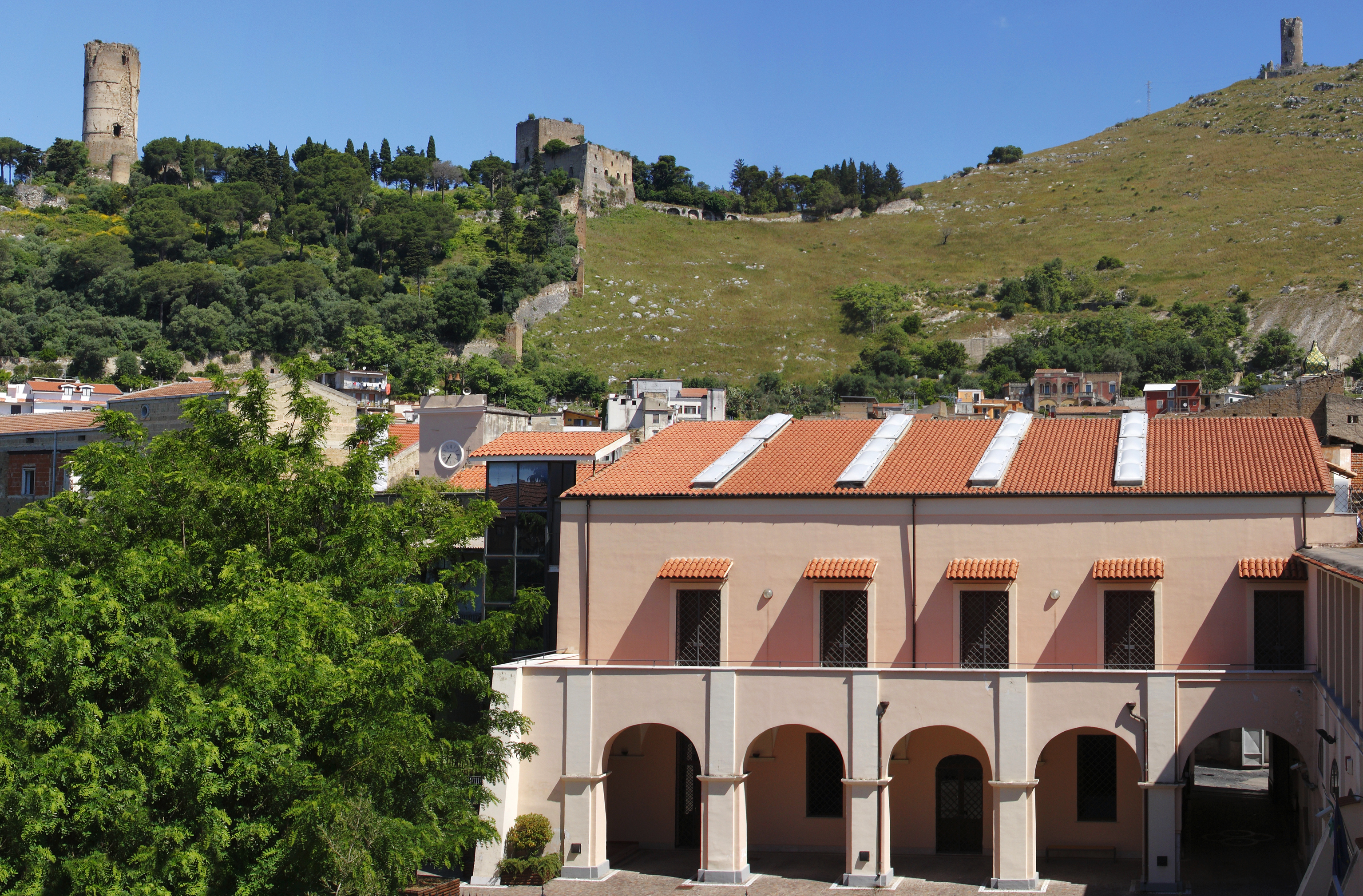
Vista del porticato interno. Sullo sfondo sono il castello e le fortificazioni medievali di Maddaloni

Diomede III Carafa, duca di Maddaloni, nel suo testamento del 1560 lasciò una donazione per istituire un ospedale; il quale, per volontà della moglie Roberta Carafa, venne realizzato attorno alla chiesa dell'Assunta, evidentemente come rinnovamento di quello precedente. L'ospedale aveva 8 posti letto per uomini, 5 per donne sposate, un'infermeria e una cappella per i malati. Sebbene la cittadinanza di Maddaloni si mostrasse molto restia ad affidarsi a tale struttura, circa un secolo dopo la fondazione la duchessa Antonia Caracciolo volle ampliare il complesso, facendo insediare sul luogo un monastero femminile che gestisse anche l'ospedale; in tale cenobio furono accolte le profughe del monastero delle Clarisse di Cerreto dopo il terremoto del 1688.
Nel 1719 la duchessa Carlotta Colonna Carafa volle rifondare il monastero facendovi insediare una comunità di monache domenicane: contestualmente, la chiesa dell'Assunta venne ceduta a loro, mentre la confraternita si trasferì in una nuova chiesetta, sulla destra della precedente. Nel corso del XVIII secolo e della prima metà del XIX secolo vennero effettuate più sessioni di ristrutturazioni e ampliamenti. In particolare, nel 1835 si provvide a bonificare una palude sul retro dell'edificio monastico, che presumibilmente aveva creato notevoli problemi di insalubrità.
L'ospedale venne spostato in una nuova collocazione agli inizi del XIX secolo. Nel 1860 l'edificio monastico ospitava 50 monache e veniva sottoposto a ulteriori ingrandimenti, ma fu soppresso nel 1867: le monache al momento presenti poterono restare, mantenute dal comune di Maddaloni. Nel 1912 il comune acquisì il complesso, ancora ammettendo che le 4 anziane monache rimanenti potessero abitare in un'ala; per qualche tempo gli edifici vennero utilizzati come sede scolastica.

## Descrizione

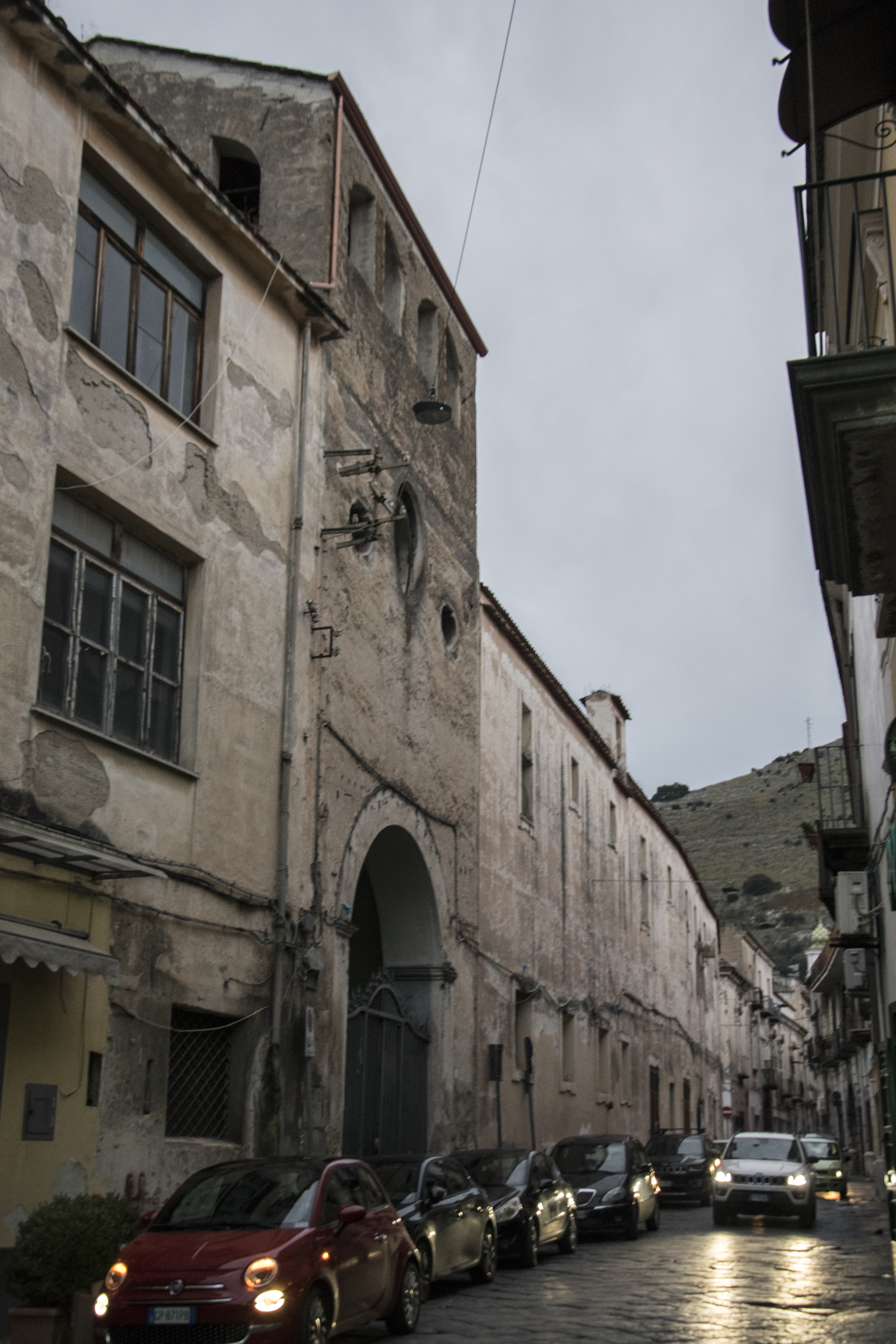
Vista del complesso da via San Giovanni, con l'atrio di ingresso alla chiesa

A seguito dei vari ampliamenti del complesso religioso avvenuti nel corso del tempo, esso si presenta con una planimetria irregolare, che guarda via San Francesco, via Trivio San Giovanni e via Nino Bixio. Sul versante posteriore dell'edificio è un portico dal quale si accedeva agli ampi giardini, ricavati sul luogo della palude bonificata nel 1835, e attualmente completamente perduti a causa delle edificazioni successive.
L'accesso alla chiesa dell'Assunta avviene attraverso un atrio coperto e chiuso da una cancellata, lungo via Trivio San Giovanni. Il pavimento è costituito da piastrelle, in parte maiolicate, di epoche diverse fra il XVII secolo e il XIX. Sul fondo dell'atrio è il portale della chiesa, sormontato da una lunetta archiacuta: quest'ultima è decorata da un affresco con la Madonna in trono col Bambino, attorniata dai confratelli e dalle consorelle della confraternita in preghiera. L'affresco, probabilmente realizzato intorno ai primi del XV secolo, è molto simile a un'immagine disegnata sulla pergamena degli statuti della confraternita..

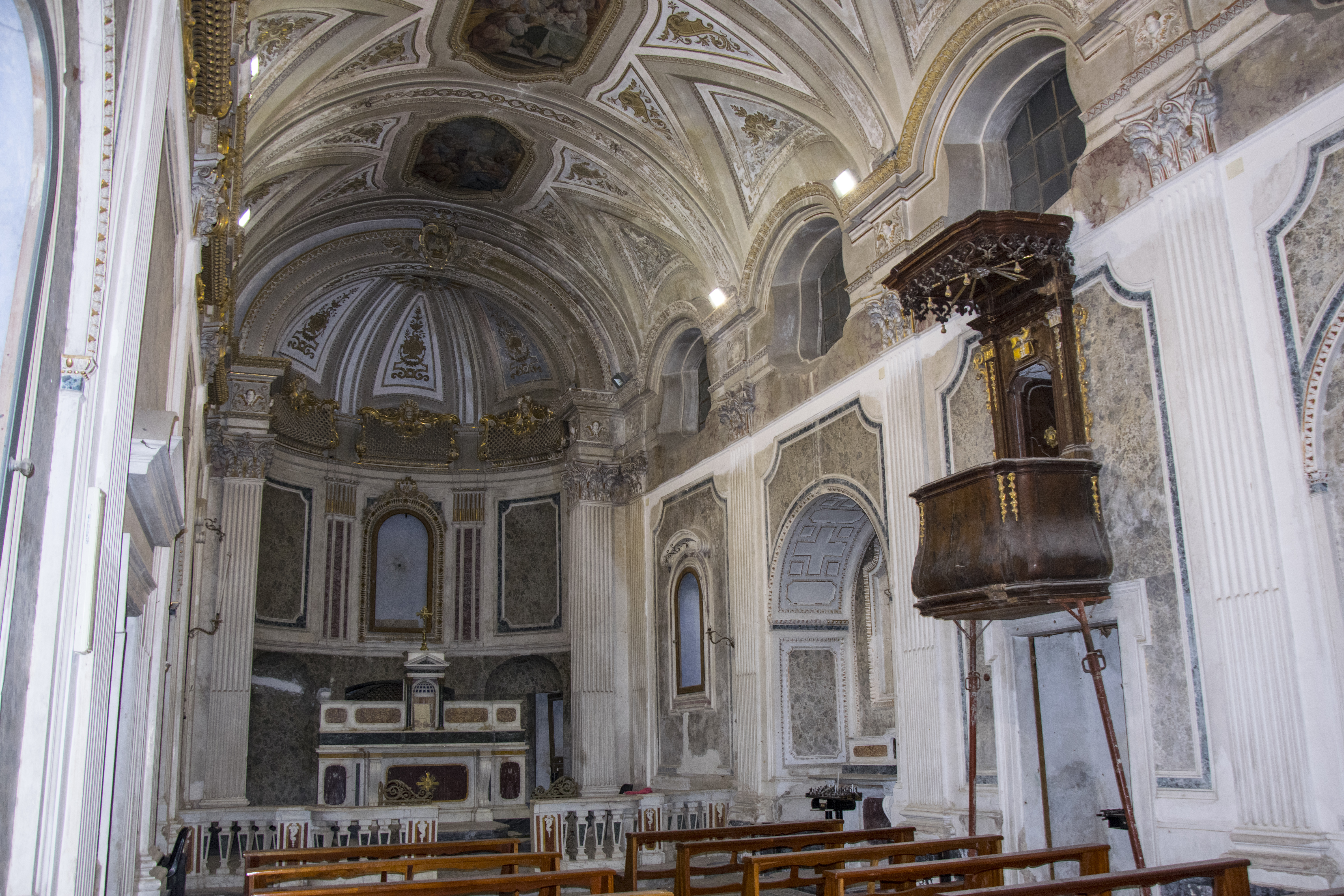
Vista dalla navata

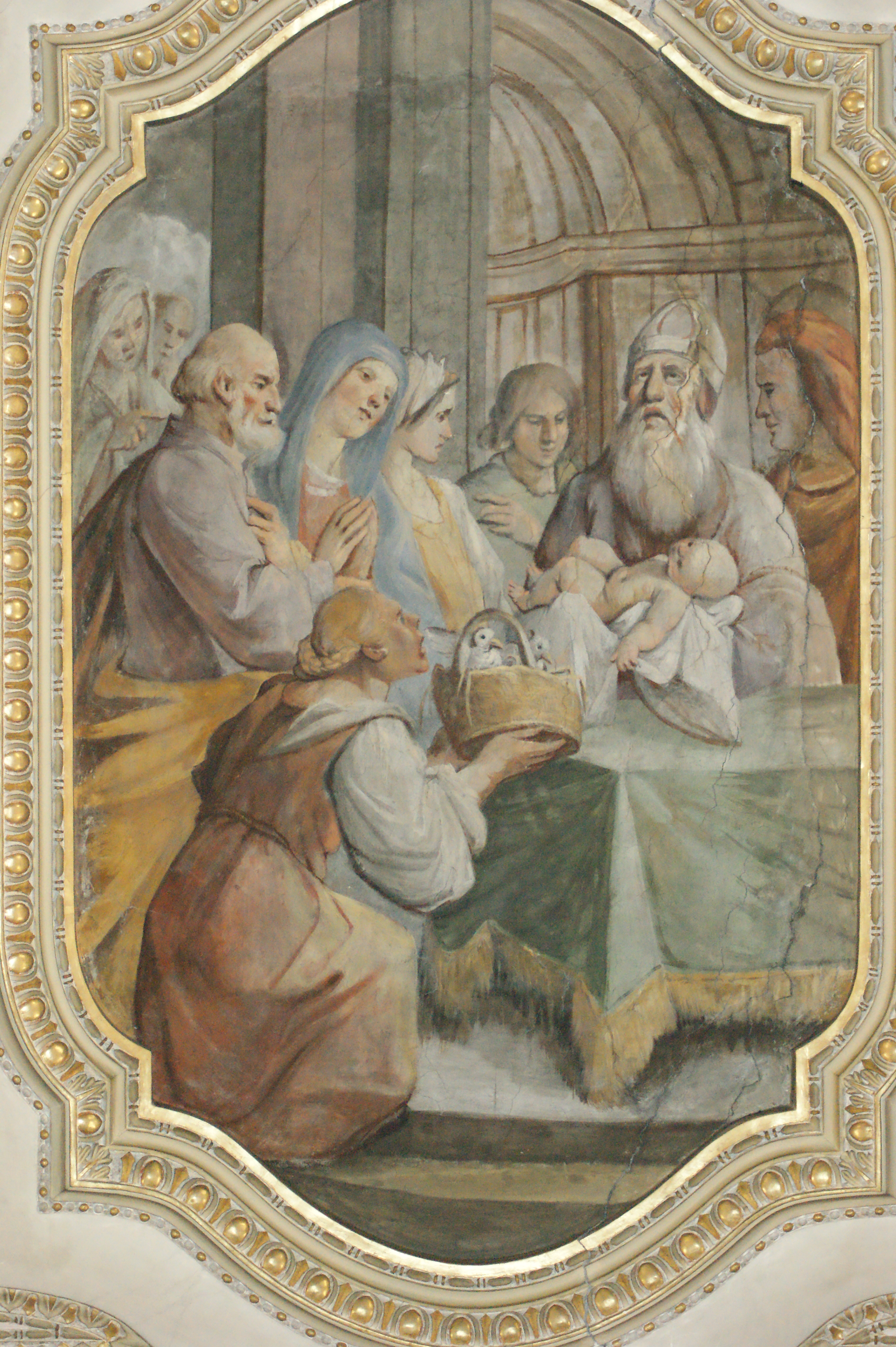
La Presentazione al Tempio sulla volta della navata

L'interno della chiesa ha un'unica navata; un arco tronfale la separa dal presbiterio con la sua grande abside semicircolare. Buona parte dell'aspetto complessivo degli interni risale ai lavori del 1860: per esempio sono da ascrivere a tale data i pavimenti in maiolica. Gli stucchi sulle pareti, anch'essi ritoccati in tale occasione, sono originariamente opera di Giovanbattista Barelli del 1752. Complessivamente vi sono tre altari in marmo: due sono posti in cappelline laterali, e il principale dietro una balaustra, anch'essa marmorea. Una nicchia nel muro absidale ospitava la statua lignea della Madonna venerata dalla confraternita, rappresentata nell'atto di accogliere i confratelli sotto il suo manto, secondo l'iconografia della Madonna della Misericordia. L'opera è databile al XVI secolo e, anche se pesantemente ridipinta, può essere ricondotta all'ambito di Giovanni da Nola; ora si trova nei locali del museo civico come le altre statue della chiesa. Sotto la nicchia, alle spalle dell'altare, è una doppia inferriata, rivestita di ottone, attraverso le quale veniva data l'eucaristia alle monache.
Le pareti laterali sono scandite da due serie di lesene, fra le quali trovano posto nicchie e i suddetti altari laterali; sopra questi ultimi si trovavano dipinti, rispettivamente della Madonna con il Bambino Gesù fra santi domenicani (XVIII secolo) e di San Giuseppe con il Bambino (prima metà del XX secolo). Le due nicchie laterali più vicine all'arco trionfale ospitavano le statue lignee di Santa Filomena e della Madonna Addolorata; le due più vicine alla controfacciata avevano statue lignee di san Domenico (del XVIII secolo) e di san Vincenzo Ferreri (realizzata a cavallo fra il XVII e il XVIII secolo, originariamente posta nella chiesa dell'Annunziata). Lungo la parete destra trova posto anche il pulpito, anch'esso ligneo, con decorazioni dorate (di fattura napoletana della metà del XVIII secolo).
La navata è coperta con una finta volta a botte scandita, coerentemente con le lesene, in cinque comparti, in ciascuno dei quali trova posto un affresco componendo un ciclo cristologico. Partendo dall'ingresso si trovano l'Annunciazione, la Visitazione, la Natività, la Presentazione al Tempio e l'Adorazione dei Pastori. Le figurazioni sembrano derivare dall'opera di Giovanni Balducci (che lavorò all'Annunziata di Maddaloni), anche se sono meno vivaci, e possono essere ascritte alla prima metà del XVII secolo; la loro paternità va forse riconosciuta in Belisario Corenzio.
Lungo la parete sinistra, immediatamente sotto la volta, sono quattro grate lignee dorate (gelosie) dietro le quali le monache si affacciavano durante le celebrazioni, cui se ne aggiungono altre tre nell'abside. Anche se tali grate sono affini al gusto rococò, sembrano da attribuirsi ai rifacimenti del 1860. Lo stesso vale per la configurazione della controfacciata: qui trova posto una cantoria lignea (anch'essa di tarda ispirazione rococò) con l'organo (neo-manierista). Sopra di esso è un'ulteriore grande grata, più complessa delle altre ma ad esse assimilabile stilisticamente.

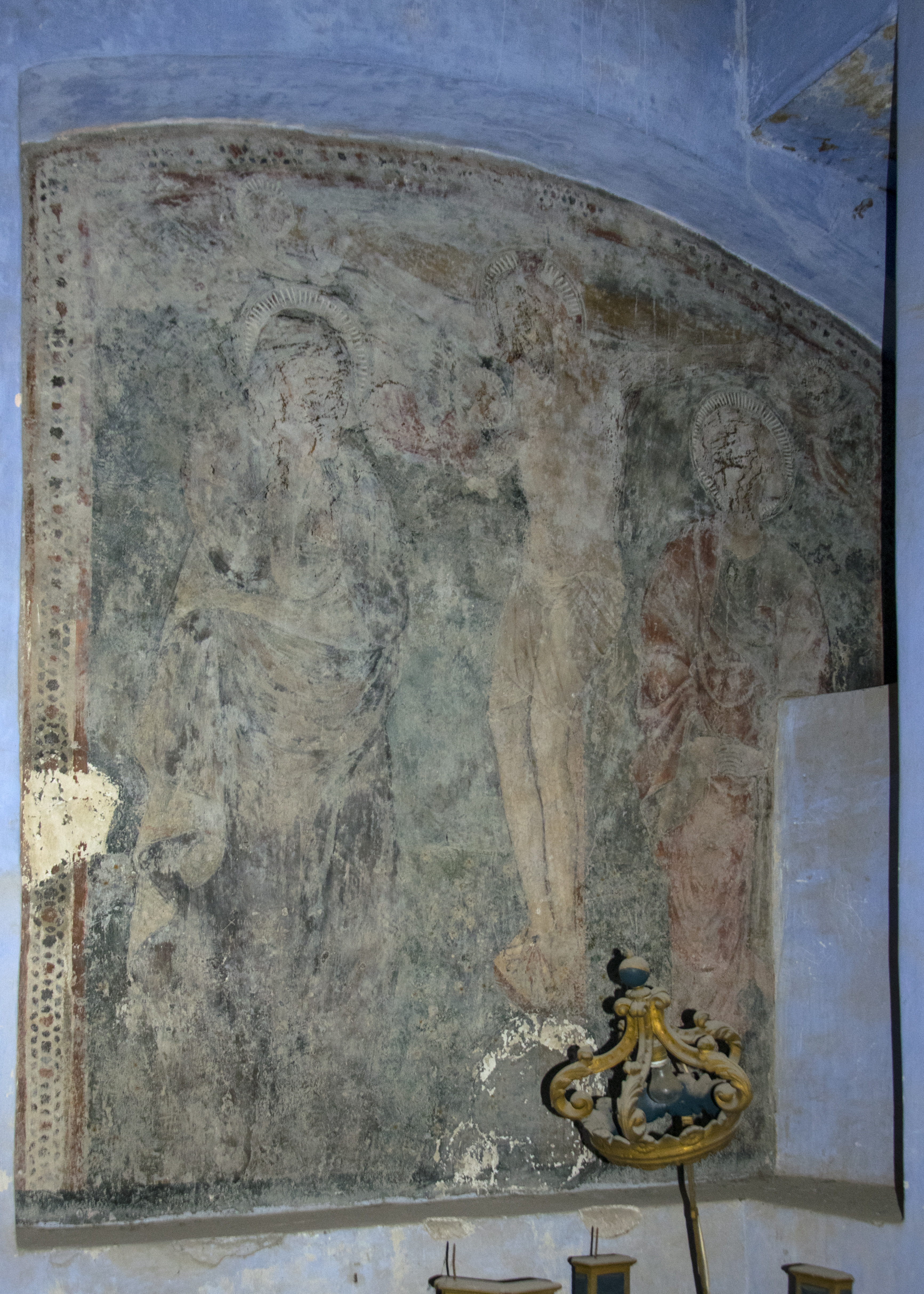
L'affresco quattrocentesco della Crocifissione

Alle spalle dell'altare maggiore, al di là della già citata inferriata, è un ambiente che era riservato alle sole monache e che, in precedenza, era stato la sagrestia della chiesa. Qui si trova un affresco, attualmente poco leggibile a causa delle incrostazioni sulla superficie, con la Crocifissione di Gesù: un angelo raccoglie il sangue che sgorga dalla ferita sul costato, mentre ai piedi della croce sono la Vergine Maria e san Giovanni Battista. È degno di nota il dettaglio della croce dell'ordine giovannita, dipinto sull'aureola del Cristo. L'opera può essere attribuita a Nicola da Caserta e fatta risalire agli anni centrali del XV secolo.
Una seconda porta, situata sulla parete destra dell'atrio d'ingresso, dà accesso alla settecentesca aula della confraternita. Risale all'epoca della costruzione il dipinto sul soffitto, raffigurante l'Assunzione di Maria; mentre tutta la fascia curva di raccordo fra tale dipinto e le pareti è stata ridipinta nel 1928 a firma di Antonio Bove. Nella porzione corrispondente all'altare maggiore è raffigurata la Trinità; tutt'attorno sono figure di santi. Sei angioletti appaiono in atto di reggere il sovrastante dipinto dell'Assunzione. È possibile che Bove abbia ricalcato una composizione dipinta in precedenza.
Un rilievo funerario romano è incorporato nelle murature del complesso religioso, all'angolo fra via San Giovanni e via San Francesco.